# 丸森町立丸森小学校
丸森町立丸森小学校（まるもりちょうりつ まるもりしょうがっこう）は、宮城県伊具郡丸森町にある小学校である。

## 学区
- 旧丸森町、旧金山町、旧筆甫村、旧大内村、旧小斎村区域[1]

## 沿革
- 1873年（明治6年）12月 - 開校
- 1879年（明治12年）2月 -  欠入分校開設
- 1880年（明治13年）
  - 5月 -  羽出庭分校開設
  - 11月 - 和田分校開設
- 1887年（明治20年）4月 - 丸森高等小学校に改称
- 1925年（大正14年） - 現在地に新校舎（当時）が完成
- 1934年（昭和9年） - 羽出庭分校現在地に校舎新築
- 1941年（昭和16年）4月 - 丸森国民学校に改称
- 1947年（昭和22年）4月 - 丸森町立丸森小学校に改称
- 1971年（昭和46年）8月 - プール完成
- 1974年（昭和49年）3月 - 創立100周年記念式
- 1979年（昭和54年）
  - 3月 - 和田分校閉校
  - 8月 - 新校舎落成・欠入分校閉校
- 1981年（昭和56年）3月 - 校舎増築・体育館落成
- 2015年（平成27年）3月 - 羽出庭分校閉校
- 2022年（令和4年）4月 - 金山小学校、筆甫小学校、大内小学校、小斎小学校が閉校し、丸森小学校が受け入れ校となる。

## 教育目標
- やさしく かしこく たくましく[2]